# Eumea vivida
Eumea vivida là một loài ruồi trong họ Tachinidae.